# Lady Windermere's Fan (1916)
Lady Windermere's Fan (bra O Leque de Lady Windermere) é um filme mudo britânico de 1916, do gênero comédia dramática, dirigido por Fred Paul com roteiro de Benedict James baseado na peça teatral O Leque de Lady Windermere, de Oscar Wilde.
Foi a primeira adaptação cinematográfica da peça.[carece de fontes?]

## Elenco
- Milton Rosmer - Lord Windermere
- Netta Westcott - Lady Windermere
- Nigel Playfair - Lord Augustus Lorton
- Irene Rooke - Sra. Erlynne
- Arthur Wontner - Lord Darlington
- Alice De Winton - Duquesa de Berwick
- E. Vivian Reynolds - Sr. Dumby
- Joyce Kerr - Agatha
- Evan Thomas - Cecil Graham
- Sydney Vautier - Hopper